# Park Jalu Kurka
Park Jalu Kurka – zabytkowy park znajdujący się w dzielnicy I Stare Miasto w Krakowie, na Kleparzu przy ul. Szlak 71. Nazwę zawdzięcza Jalu Kurkowi, polskiemu poecie i prozaikowi, przedstawicielowi tzw. Awangardy Krakowskiej.
Park początkowo stanowił ogród Pałacu Montelupich wybudowanego w tym miejscu w XV wieku. Stanowił wspólną własność aż do objęcia własności pałacu przez Tarnowskich. Stanisław Tarnowski po przebudowaniu pałacu przekazał miastu ogród pałacowy do użytku publicznego przez wszystkich mieszkańców. W 1948 Zgromadzenie Salwatorianów nabyło od Tarnowskich pałac wraz z parkiem.
Po II wojnie światowej teren pałacu i parku został przejęty przez władze PRL. W pałacu mieściła się siedziba Radio Kraków, a park został w pełni udostępniony mieszkańcom miasta.
Po 1989, kiedy została utworzona komisja majątkowa Kościoła Katolickiego, zgromadzenie zwróciło się do komisji o zwrot pałacu oraz przylegającego do niego parku. Park został zwrócony zgromadzeniu, natomiast z wniosku o zwrot pałacu zgromadzenie się wycofało, gdy rodzina Tarnowskich rozpoczęła starania o stwierdzenie nieważności wywłaszczenia. 
Po odzyskaniu parku przez Zgromadzenie, mimo licznych protestów okolicznych mieszkańców, studentów pobliskiej Politechniki Krakowskiej i radnych Dzielnicy I, park został zamknięty. Oficjalnie zgromadzenie podawało, iż powodem zamknięcia parku był brak funduszy na naprawę oświetlenia i infrastruktury parku. 
W 2008 właściciele parku wystąpili o wydanie warunków zabudowy dla części terenów parku, chcąc na tym terenie wybudować Europejski Ośrodek Salwatoriańskiej Formacji. Informowali jednocześnie, iż jeśli dostaną zgodę na zabudowę, pozostała część parku zostanie udostępniona mieszkańcom miasta. Propozycja zabudowy została jednak odrzucona przez Jana Janczykowskiego, wojewódzkiego konserwatora zabytków. 
Obecnie na części działki nie podlegającej ochronie, a stanowiącej dotychczas wejście do parku, powstaje biurowiec.
Władze miasta Krakowa od 2017 prowadziły rozmowy z salwatorianami na temat zamiany gruntów lub zakupu parku. Ostatecznie w 2022 samorząd Krakowa zakupił teren parku za kwotę 11 mln zł. Park udostępniono mieszkańcom 1 stycznia 2023. Park jest otwarty codziennie w godz. 6.00-22.00. 

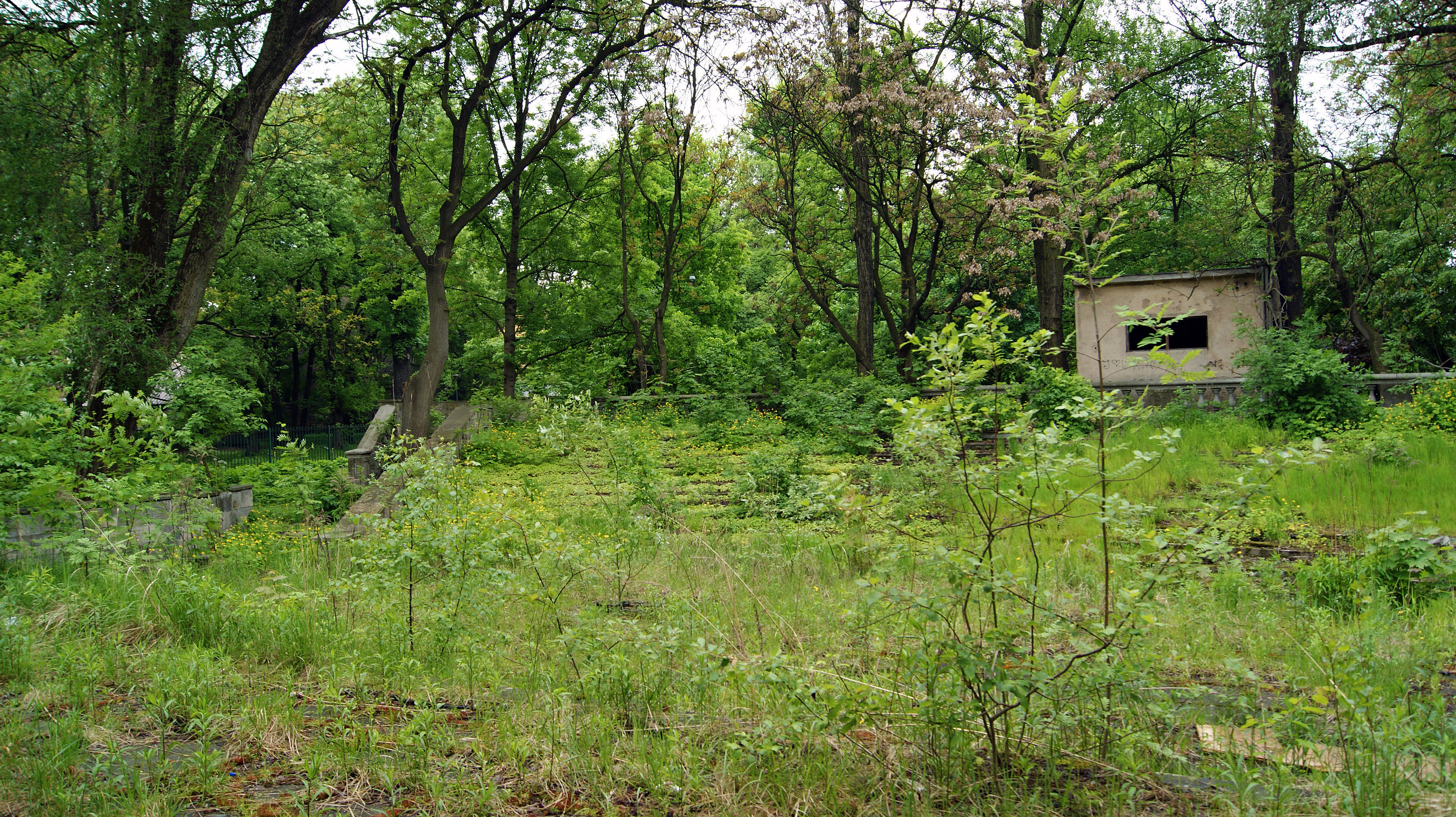
Amfiteatr i park.
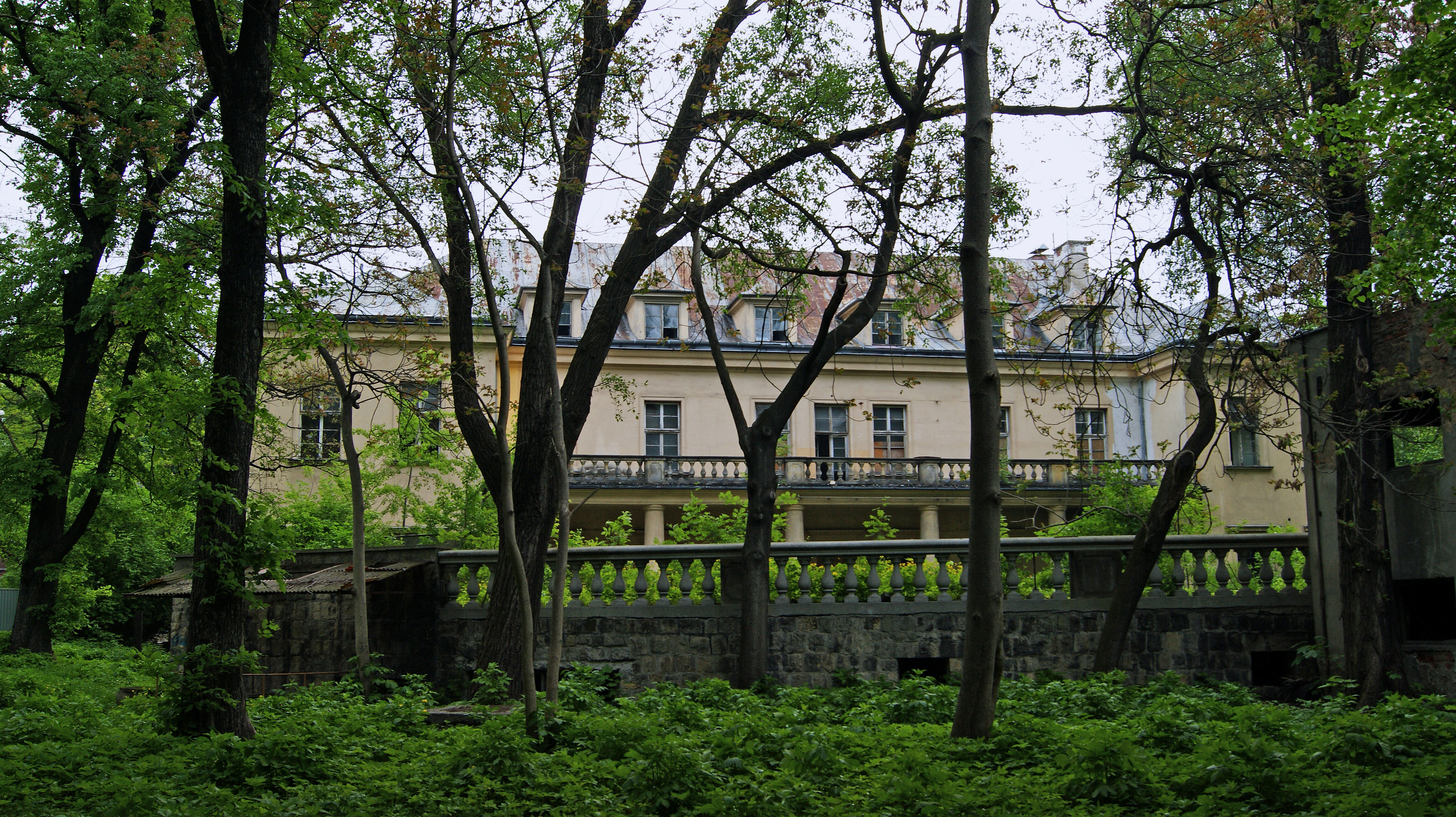
Pałac widziany z parku.